# Samuel Bhend
Samuel Bhend (Brienz, 18 maart 1943 – 2 december 2021) was een Zwitsers politicus.

## Biografie
Bhend werd in 1943 in Brienz geboren en groeide op in Beatenberg. Hij studeerde voor onderwijzer en was basisschoolleraar in Schafhausen im Emmental en later leraar aan een middelbare school in Urtenen-Schönbühl. Vervolgens was hij twintig jaar directeur van de middelbare school aldaar. 
Bhend was lid van de Sociaaldemocratische Partij van Zwitserland (SP). Van 1974 tot 1997 was hij lid van de Grote Raad (kantonsparlement) van het kanton Bern en zat in de financiële commissie van de Grote Raad. Van 1976 tot 1982 was hij tevens wethouder van Urtenen-Schönbühl. Op 13 april 1997 werd Bhend in de Regeringsraad van het kanton Bern gekozen. Hij bleef lid van de Regeringsraad tot 31 mei 2006 en was beheerder van het departement van Sociale Zaken. Van 1 juni 1999 tot 31 mei 2000 was hij voorzitter van de Regeringsraad (dat wil zeggen regeringsleider) van het kanton Bern. 
Bhend overleed op 78-jarige leeftijd.